# Phryxe aprifina
Phryxe aprifina là một loài ruồi trong họ Tachinidae.